# Institut sevdaha
Institut sevdaha, skraćeni naziv za Fondacija Omera Pobrića „Institut sevdaha“, je ustanova koju je osnovao Omer Pobrić 14. februara 2003. godine s ciljem očuvanja sevdalinke kao nacionalnog kulturnog dobra Bosne i Hercegovine. Sjedište Instituta je u Mulićima u Visokom.
Fondacija čuva i sakuplja notne zapise svih dosad poznatih sevdalinki, nosače zvukova na kojima su objavljivani te sve vidove filmskog materijala i video-zapisa sevdalinki. Fondacija takođe sakuplja i klasificira sva književna, sociološka, kulturološka, etnološka i druga izdanja u kojima se na bilo koji način tretiraju sevdah i sevdalinka. Bavi se i čuvanjem i prikupljanjem muzičkih instrumenata na kojima se izvode sevdalinke.
Institut nudi kolekcije sevdalinki na raznim nosačima zvuka, kao i knjige vezane za muzičku tradiciju Bošnjaka. U sklopu "Festivala Baščaršijske noći", 31. jula 2004. Institut je organizovao "Prvi festival sevdalinke", kao pokušaj pomoći opstanku sevdalinke u BiH.

## Djelatnosti Instituta
- Izdavačka djelatnost
- Škola sevdalinke
- Koncertna djelatnost
- Festival sevdalinke
- Časopis "Sevdah"
- Leksikon sevdaha
- Naučnoistraživački projekti i saradnja sa akademijama

## Savjet Instituta
- Abdulah Sidran
- Abdurahman Čolić
- Ahmed Imamović
- Ahmed Hundur
- Amira Džajić
- Asim Horozić
- Džafer Obradović
- Džemaludin Mutapčić
- Dževad Šabanagić
- Emir Hadžihafizbegović
- Emir Nuhanović
- enes Kujundžić
- Enes Mujanović
- Enver Šadinlija
- Esad Arnautalić
- Fuad Kasumović
- Gordana Muzaferija
- Gordana Topić
- Gradimir Gojer
- Hasib Mušinbegović
- Hašim Muharemović
- Husein Galijašević
- Husein Kurtagić
- Indira Kučuk
- Irfan Ljevaković
- Josip Pejaković
- Jusuf Žiga
- Majo Dizdar
- Mehmed Bajrektarević
- Mehmed Drino
- Mehmed Gribajčević
- Nađa Lutvikadić
- Nedžad Ibrišimović
- Nijaz Alispahić
- Nijaz Omerović
- Ognjen Tvrtković
- Osman Morankić
- Rasim Delić
- Salih Lemeš
- Sejfudin Vila
- Selma Ferović
- Senahid Halilović
- Sulejman Šarić
- Tamara Karača-Beljak
- Zaim Hećo
- Zeir Mlivo
- Zilhad Ključanin

## Spoljašnje veze
- Službena stranica Instituta
- Statut Fondacija Omera Pobrića "Institut sevdaha"